# Alexander L. Gaeta
Alexander Luis Gaeta (* 1961) ist ein US-amerikanischer Physiker.
Gaeta studierte Physik an der University of Rochester mit dem Bachelor-Abschluss 1983, dem Master-Abschluss 1985 und der Promotion 1991 bei Robert W. Boyd mit der Dissertation Stochastic and deterministic fluctuations in stimulated Brillouin scattering. 1992 wurde er Assistant Professor an der Cornell University, 1998 Associate Professor und 2004 Professor. 2011 bis 2014 war er dort der Direktor der School of Applied Engineering and Physics und war ab 2013 Samuel B. Eckart Professor. Ab 2015 war er David M. Rickert Professor für Angewandte Physik an der Columbia University.
Er befasst sich unter anderem mit Frequenzkämmen, Femtosekunden-Laserpulsen, Nanophotonik, nichtlineare Ausbreitung in optischen Wellenleitern und die Erzeugung und Bearbeitung von Lichtfeldern für Quantenrechner und Kommunikation.
Für 2019 erhielt er den Charles Hard Townes Award für wesentliche Beiträge zu Chip-basierter nichtlinearer Photonik, nichtlinearer Optik in photonischen Kristallfasern und nichtlinearer Ausbreitung ultrakurzer Laserpulse (Laudatio). Er ist Fellow der American Physical Society und der Optical Society of America.
2010 war er Mitgründer der Firma PicoLuz mit Michal Lipson, Alex Cable.
Seit 2013 ist er Gründungsherausgeber von Optica.

## Schriften (Auswahl)
- mit D. Homoelle u. a.: Infrared photosensitivity in silica glasses exposed to femtosecond laser pulses, Optics Letters, Band 23, 1999, S. 1311–1313
- Catastrophic collapse of ultrashort pulses, Phys. Rev. Lett., Band 84, 2000, S. 3582
- mit D. G. Ouzounov u. a.: Generation of megawatt optical solitons in hollow-core photonic band-gap fibers, Science, Band 301, 2003, S. 1702–1704
- mit Robert W. Boyd u. a.: Tunable all-optical delays via Brillouin slow light in an optical fiber, Phys. Rev. Lett., Band 94, 2005, S. 153902
- mit M. A. Foster, M. Lipson u. a.: Broad-band optical parametric gain on a silicon photonic chip, Nature, Band 441, 2006, S. 960
- mit M. A. Foster, A. C. Turner, M. Lipson: Nonlinear optics in photonic nanowires, Optics Express, Band 16, 2008, S. 1300–1320
- mit J. S. Levy u. a.: CMOS-compatible multiple-wavelength oscillator for on-chip optical interconnects, Nature Photonics, Band 4, 2010, S. 37
- mit Y. Okawachi, M. Lipson u. a.: Octave-spanning frequency comb generation in a silicon nitride chip, Optics Letters, Band 36, 2011, S. 3398–3400
- mit M. Fridman, A. Farsi, Y. Okawachi: Demonstration of temporal cloaking, Nature, Band 481, 2012, S. 62
- mit Margaret Murnane, Henry Kapteyn u. a.: Bright coherent ultrahigh harmonics in the keV X-ray regime from mid-infrared femtosecond lasers, Science, Band 336, 2012, S. 1287–1291
- mit V. Venkataraman, K. Saha: “Phase modulation at the few-photon level for weak-nonlinearity-based quantum computing,” Nature Photonics, Band  7, 2013, S. 138
- mit S. Clemmen, A. Farsi, S. Ramelow: Ramsey interference with single photons, Phys. Rev. Lett., Band  117, 2016, S.  223601
- mit Y. Okawachi, M. Yu, K. Luke, D. O. Carvalho, M. Lipson: Quantum random number generator using a microresonator-based Kerr oscillator, Opt. Lett., Band 41, 2016, S. 4194
- mit M. Yu, Y. Okawachi, A. G. Griffith, M. Lipson: Modelocked mid-infrared frequency combs in a silicon microresonator, Optica, Band 3, 2016, S. 854
- mit M. Yu, J. K. Jang, Y. Okawachi, A. G. Griffith, K. Luke, S. A. Miller, X. Ji, M. Lipson: Breather soliton dynamics in microresonators, Nature Comm., Band 8, 2017, S. 14569
- mit C. Joshi, A. Farsi, S. Clemmen, S. Ramelow: Frequency multiplexing for quasi-deterministic heralded single-photon sources, Nature Comm., Band 9, 2018, S. 847